# UDP-N-アセチルグルコサミン 2-エピメラーゼ
UDP-N-アセチルグルコサミン 2-エピメラーゼ(UDP-N-acetylglucosamine 2-epimerase、EC 5.1.3.14)は、以下の化学反応を触媒する酵素である。
UDP-N-アセチル-D-グルコサミン{\displaystyle \rightleftharpoons }UDP-N-アセチル-D-マンノサミン
従って、この酵素の基質はUDP-N-アセチルグルコサミンのみ、生成物はUDP-N-アセチルマンノサミンのみである。
この酵素は異性化酵素、特に炭水化物及びその誘導体に作用するラセマーゼ、エピメラーゼに分類される。系統名は、UDP-N-アセチル-D-グルコサミン 2-エピメラーゼ(UDP-N-acetyl-D-glucosamine 2-epimerase)である。この酵素は、アミノ糖の代謝に関与している。
微生物では、この酵素は莢膜の前駆体であるUDP-ManNAcAの合成に関与している。Epimeroxは、細菌の持つ本酵素の阻害剤であることが知られている。また、いくつかの生物の本酵素は2つの機能を持ち、ラットの肝臓のUDP-N-アセチルグルコサミン 2-エピメラーゼは、エピメラーゼとキナーゼの両方の活性を示す。

## 構造
2007年末時点で、4つの構造が解明されている。蛋白質構造データバンクのコードは、1F6D、1O6C、1V4V、1VGVである。